# Камчийски пясъци
„Камчийски пясъци“ е защитена местност в България, област Варна, община Долни чифлик, землищата на селата Шкорпиловци и Ново Оряхово.
Играе роля на буферна зона на биосферен резерват „Камчия“. На нейната територия са запазени няколко вида дюни и лонгозни гори. Това е най-дългата пясъчна ивица в България.
Обявена е за защитена местност „Камчийски пясъци“ със заповед № 107/14.02.1980 г., подписана от председателя на Комитета по опазване на природната среда при Министерския съвет на България.